# 볼보 XC60
볼보 XC60(Volvo XC60)은 볼보의 중형 SUV이다.

## 1세대
2008년에 출시되었다. 볼보 모델 최초로 지금까지 적용되는 시티 세이프티(City Safety,충돌 시 자동으로 멈춰주는 기술)이 적용되었다. 2013년에 페이스리프트를 거쳤다.

## 2세대
2017년 3월에 제네바 모터쇼에서 공개되었다. 생산지를 스웨덴 토슬란다로 옮겼다. 디자인은 XC90과 비슷한 디자인으로 바뀌었다. 이전 세대보다 실내 디자인은 스칸디나비아 스타일로 바뀌었다.

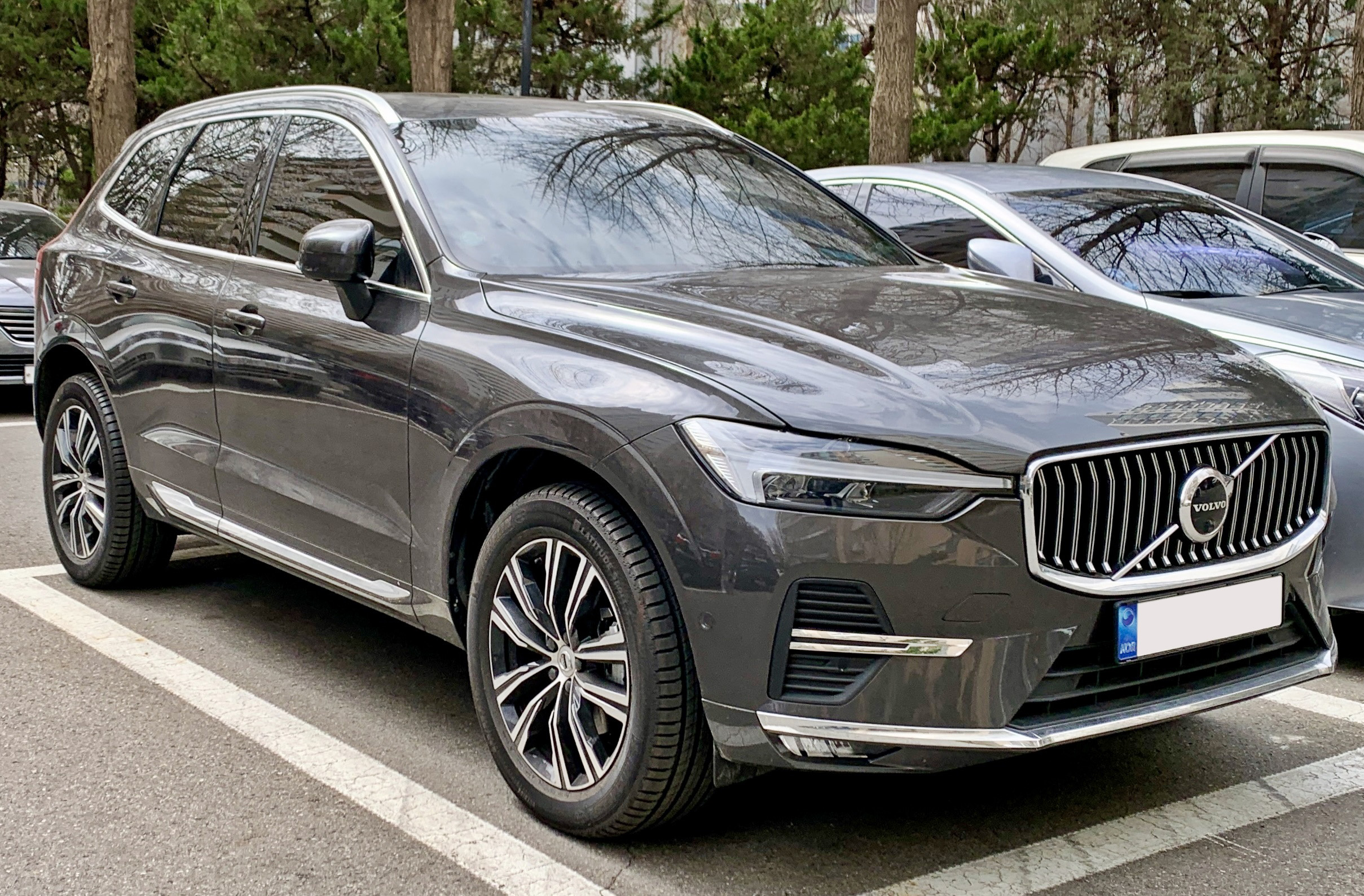
정측면

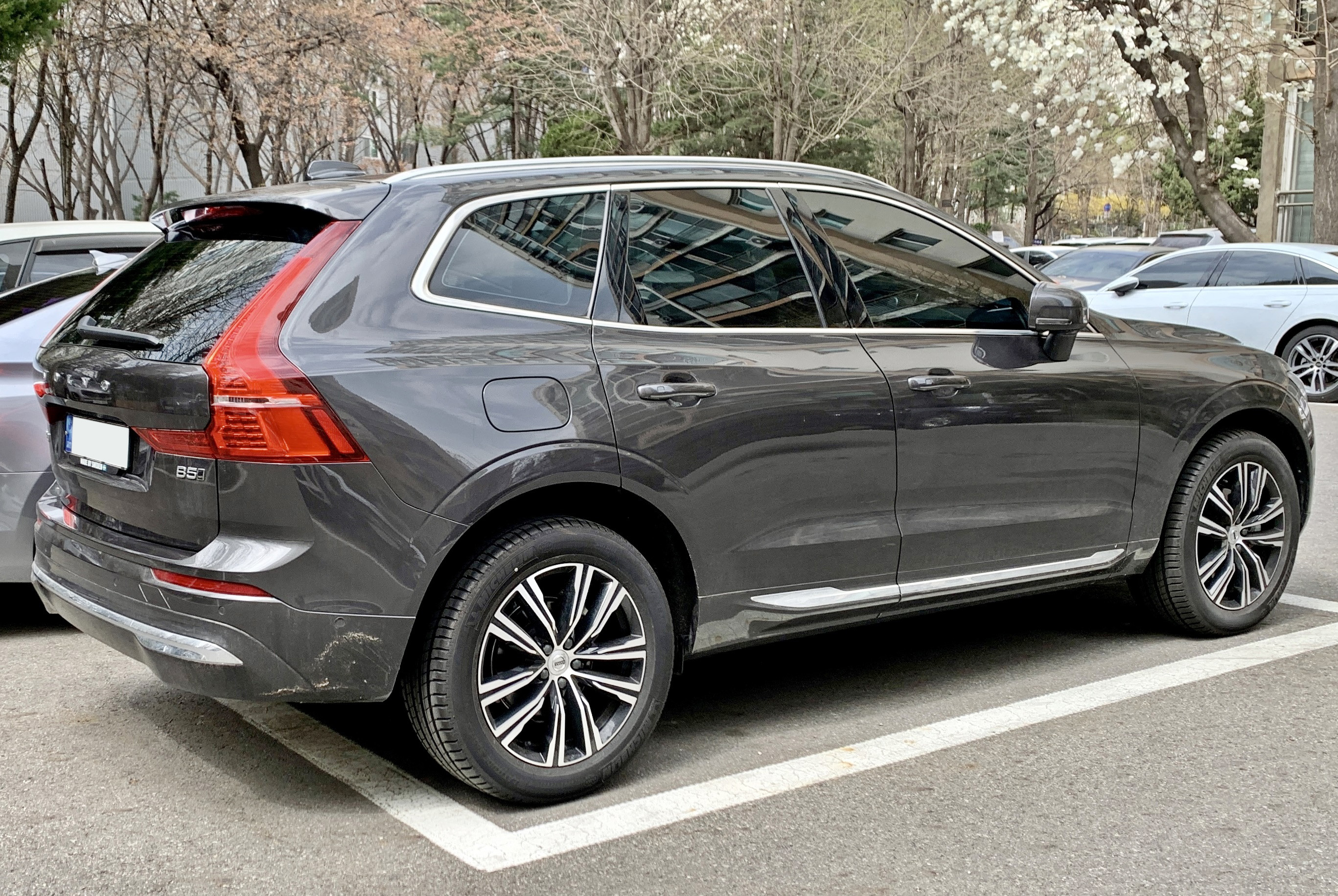
후측면